# Кабельний колодязь
Ка́бельна ка́мера (кабельний колодязь) — підземна камерна споруда для обслуговування мереж кабельної каналізації. Камера колодязя забезпечує доступ до каналів та кабелів для їх обслуговування, перевірок та монтажу, також для заміни, встановлення та обслуговування муфт. Зверху закривається легким люком або бетонною кришкою.

## Бетонна конструкція
- Див. також: Залізобетонні вироби

Готові для монтажу кабельні камери (колодязі) зазвичай складаються з двох частин — нижньої (дно) та верхньої (кришка), зімкнуті разом вони утворюють камеру. Телефонні колодязі мають маркування ККЗ-1, ККЗ-2 (нагадують камеру чотиригранної форми), ККЗ-3 ККЗ-4 і ККЗ-5 — нагадують камеру восьмигранної форми.